# چاملی‌کوز (بایبورد)
چاملی‌کوز {{ترکی|Çamlıkoz) (به ارمنی: Աղբնոց) (به کردی: Zaxzîk) یک منطقهٔ مسکونی در ترکیه است که در بایبورد واقع شده‌است. چاملی‌کوز ۲۲۵ نفر جمعیت دارد.